# Who Wants to Live Forever
〈Who Wants to Live Forever〉는 영국의 록 밴드 퀸의 노래다. 이 곡은 1986년 6월에 발매된 음반 《A Kind of Magic》의 여섯 번째 곡이며, 영화 《최후의 하이랜더》에 대한 사운드트랙을 위해 리드 기타리스트 브라이언 메이에 의해 쓰여졌다. 퀸은 이 영화의 음악가 마이클 카멘의 공동 작곡가로 오케스트라의 지원을 받았다. 그 노래는 영국 차트에서 24위로 정점을 찍었다.
발매 이후, 그 노래는 많은 예술가들에 의해 다뤄져 왔다. 2014년 《롤링 스톤》 독자들은 자신들이 다섯 번째로 좋아하는 퀸의 곡을 뽑았다.

## 인증
| 국가                               | 인증 | 판매량/출하량 |
| ---------------------------------- | ---- | ------------- |
| 영국 (BPI) sales since 2011        | 골드 | 400,000       |
| 판매량+스트리밍을 기반으로 한 인증 |      |               |